# Бомділа
Бомділа (англ. Bomdila) — містечко у Північно-Східній Індії, адміністративний центр округу Західний Каменг індійського штату Аруначал-Прадеш.

## Географія
Розташована у західній частині штату.

### Клімат
Містечко знаходиться у зоні, котра характеризується океанічним кліматом субтропічних нагір'їв. Найтепліший місяць — липень із середньою температурою 24.1 °C (75.4 °F). Найхолодніший місяць — січень, із середньою температурою 11.6 °С (52.9 °F).
| Клімат Бомділи          | Клімат Бомділи | Клімат Бомділи | Клімат Бомділи | Клімат Бомділи | Клімат Бомділи | Клімат Бомділи | Клімат Бомділи | Клімат Бомділи | Клімат Бомділи | Клімат Бомділи | Клімат Бомділи | Клімат Бомділи | Клімат Бомділи |
| Показник                | Січ.           | Лют.           | Бер.           | Квіт.          | Трав.          | Черв.          | Лип.           | Серп.          | Вер.           | Жовт.          | Лист.          | Груд.          | Рік            |
| Середній максимум, °C   | 18,3           | 20,1           | 24             | 25,2           | 26,2           | 27,6           | 27,8           | 27,8           | 27,3           | 25,7           | 22,8           | 19,4           | 24,4           |
| Середня температура, °C | 11,6           | 13,6           | 17,4           | 19,6           | 21,4           | 23,5           | 24,1           | 24,1           | 23,3           | 20,8           | 16,9           | 13             | 19,1           |
| Середній мінімум, °C    | 5              | 7,1            | 10,8           | 14             | 16,6           | 19,5           | 20,5           | 20,4           | 19,4           | 15,9           | 11             | 6,6            | 13,9           |
| Норма опадів, мм        | 10.5           | 16.2           | 46.3           | 154.4          | 269.4          | 428.2          | 454.3          | 357.4          | 258.3          | 108.2          | 15             | 7.5            | 2125.6         |
| ----------------------- | -------------- | -------------- | -------------- | -------------- | -------------- | -------------- | -------------- | -------------- | -------------- | -------------- | -------------- | -------------- | -------------- |
| Джерело: Weatherbase    |                |                |                |                |                |                |                |                |                |                |                |                |                |